# Xiao Kaiyu
Xiao Kaiyu (chinesisch 萧开愚, Pinyin Xiāo Kāiyú; * 1960 im Kreis Zhongjiang, Provinz Sichuan, Volksrepublik China) ist ein chinesischer Schriftsteller.

## Leben
Er studierte traditionelle chinesische Medizin und war dann für einige Jahre in einem Krankenhaus tätig. Xiao Kaiyu begann sich literarisch zu betätigen und erhielt einen 1. Preis in einem Literaturwettbewerb. Eine erste Veröffentlichung von Gedichten erfolgte 1985. Es folgte eine Förderung als Autor und schließlich ein Lehrauftrag für Kunstgeschichte und Ästhetik an der Universität Shanghai. 1995 erhielt er jedoch ein Publikationsverbot. Nachdem er 1997 eine Untergrundzeitschrift gegründet hatte, hielt er sich mehrfach in Deutschland auf. Darunter im Jahr 2000 im Kunstverein Röderhof im Huy in Sachsen-Anhalt. Jetzt lebt Xiao Kaiyu wieder in Shanghai.

## Werke
In deutscher Übersetzung liegen vor:
- Im Regen geschrieben, Übersetzung Raffael Keller, Waldgut-Verlag, Frauenfeld 2003
- Stille Stille, Übersetzung Raffael Keller, Herausgeber und Illustrator Olaf Wegewitz, Wortraum-Edition, Huy-Neinstedt und Leipzig 2001
- Röderhof in Der Huy, 33 Gedichte von damals bis heute, Herausgeber Martin Hentrich, Edition Huy, Heft 4, 2013, Seite 66 f.